# Augochloropsis cockerelli
Augochloropsis cockerelli är en biart som beskrevs av Carlos Schrottky 1909. Augochloropsis cockerelli ingår i släktet Augochloropsis och familjen vägbin. Inga underarter finns listade.